# Imperi Mede
L'imperi Mede o també Mèdia (en grec Μηδία, en persa antic Māda) fou la regió poblada pels medes, avui dia a l'Iran a l'Altiplà Iranià entre la mar Càspia al nord, i els rius de Mesopotàmia a l'oest entre els segles VIII i VI aC. A l'est s'estenia fins a Bactriana i Aria o Ariana. És esmentada a les tauletes cuneïformes com a Mada. A l'imperi Persa (successor de l'imperi Mede) va formar una satrapia. Després de la conquesta d'Alexandre el Gran va quedar dividia en dues satrapies, la Mèdia Atropatene i la Matiana coneguda també com a Mèdia Magna. La primera va restar independent i la segona va passar als selèucides vers el 312 aC.

## Geografia econòmica i humana
Els medes eren un poble indoeuropeu que es va establir a l'altiplà iranià que va agafar el nom de Mèdia. Inicialment format per tribus lliures almenys parcialment tributàries d'Assíria, que es van independitzar i unificar sota un rei. Són esmentats com madai a la Bíblia (Madai és el fill de Jàfet al Gènesi). Segons Heròdot es dividien en sis tribus: buses (busae), paretacens (paraetaceni), estrucats (struchates), arizantins (arizantini), budis (budii) i mags (magi); però sembla tenir una certa confusió amb els perses i escites. Els mags eren una classe sacerdotal més que una tribu. La seva religió i sistema va passar després als perses.
L'agricultura era possible solament en les zones orientals i occidentals d'aquesta immens altiplà. La part central es presentava com un desert salat quasi privat de vegetació, on l'agricultura estava restringida als escassos oasis. Les zones occidental i oriental estaven unides al litoral meridional del mar Caspi per una estreta franja de terra fèrtil, tota coberta de boscos i quasi inaccessible.
La regió occidental de l'Iran (Mèdia i Pèrsia) es trobava sota la directa influència de l'antiga civilització de l'Àsia occidental, mentre que la població que habitava les regions septentrionals i orientals es trobava lligada més estretament amb els pobles de l'Àsia central i de l'Índia nord-occidental.
A finals del segon mil·lenni va aparèixer una tribu de llengua iraniana que en el segle IX aC és citada en les font escrites amb el nom de medes. La població de la zona més desenvolupada del nord-oest de l'Iran no era encara de llengua iraniana.
Per les dades que ens subministren les inscripcions assíries i l'historiador grec Heròdot, la societat meda dels segles viii i vii es presenta en un moment de descomposició dels llaços gentilicis, amb un règim de vida basat en l'agricultura i la ramaderia, ensems que els oficis artesanals anaven assolint un incipient desenvolupament.
Els medes havien après a treballar el coure, el bronze, l'or i l'electró. Les inscripcions assíries ens narren expedicions fetes pels assiris contra els medes en les quals un gran contingent de medes, especialitzats en oficis artesanals, foren reduïts a l'esclavitud i col·locats al servei de l'Estat assiri.
Seria la necessitat de defensar-se contra els assiris la que implicaria l'establiment d'una confederació de les tribus medes.
Els sobirans eren els reis dels medes i governaven també sobre altres prínceps i senyors de les regions de la rodalia.
La capital de la Mèdia en conjunt i de la Mèdia Magna fou Ecbàtana (Hamadan). A part de la ciutat de la capital eren ciutats importants Rhagae i Heracleia.
Com a districtes del país s'esmenten: Sagàrtia poblada pels sagartis (sagartii) a les muntanyes Zagros; Coromitrene al sud d'Ecbàtana; Elimaida (Elymais) al nord de l'anterior; el país dels tàpirs (taryri i taphyrrhi) a la part propera a Pàrtia; Rhagiana a la comarca de Rhagae; Sigriane; Daritis; i Siromèdia (Syromedia).
Heròdot parla de sis tribus medes, algunes de noms similars a tribus escites. Aquestes tribus foren:
- Els busae (iranià antic = indígena)
- Els parataceni (de les muntanyes de Paratacene)
- Els estruci
- Els arizanti (derivat de arya = noble i de zantu = clan)
- Els budi
- Els magi

Els descriu com a similars als perses en vestimenta i costums, i practicaven en general la religió zoroastriana que s'havia imposat a les formes locals.
La llengua dels medes era similar a la dels perses i altres iranians segons Estrabó. Els medes i perses es podien comprendre entre ells.

## País dels medes
Les primeres referències que tenim dels pobles mede i persa es deuen a les fonts assíries. Salmanassar III menciona una campanya empresa a Parsua o Parsuah, el país dels perses, l'any 16 del seu regnat (845-844) aC. Vuit anys més tard entrà en el país dels madai, els medes. Aquesta és la primera referència escrita de la segona migració de les tribus indoeuropees que entrarien en relació amb les cultures de l'Antic Orient.
Dos d'aquests grups aconseguirien segles després l'hegemonia de tot l'Orient Mitjà; els medes i els perses. Els medes habitaven en el nord-oest de l'altiplà de l'Iran, mentre que els perses estaven situats més al sud.
En aquesta època i després, els escites i els medes estaven barrejats; aquests darrers eren el poble dirigent i estaven dividits en un gran nombre de petits dominis locals. Taules cuneïformes d'Assíria donen vers el 800 aC el nom de 28 caps medes (només un amb nom iranià) i vers el 700 aC donen 26 noms (dels quals 5 són noms iranians).
Sargon II d'Assíria els va dominar vers el 715-713 aC a la regió de l'Elburz. Un dels caps medes era Deioces que fou governador d'un districte i fou enviat a l'exili a Hamat a Síria, i que Heròdot diu que fou l'origen de la dinastia dels medes.
Els medes van restar subjectes a Assíria i es van revoltar algunes vegades. Vers el 673 aC una rebel·lió de tres caps va triomfar per un temps. Es coneixen fortaleses assíries a la zona de les muntanyes Zagros, a Bit Parnakki, Bit Kari i Kar Sharrukin.

## Imperi
Segons Heròdot el primer rei unificador dels medes fou Deioces fill de Fraortes, rei vers el 700 aC (727 aC-675 aC). Un cap mede amb aquest nom (Daiukku) és esmentat a les taules neoassíries al vuitè any del regnat de Sargon II (vers 721 aC-705 aC), en què es diu que era un governant (eaknu) de Manna, que governava amb independència un districte entre el regne de Manna i Assíria, districte que podria ser la vall de Zarrundad. Segons Heròdot va intentar unificar les tribus medes cada una de les quals vivia en una ciutat o conjunt de ciutats. De primer governava només sobre la seva tribu i es va guanyar una bona reputació com a jutge i governant, però al·legant que el càrrec li portava conflictes va renunciar; llavors el desgovern va prevaldre i els medes es van reunir a la ciutat d'Ecbàtana, que vol dir lloc d'assemblea, per elegir un rei i van nomenar Deioces que va regnar uns vint-i-tres anys. El relat d'Heròdot ve de llegendes i fonts orals i cal agafar-lo amb cura.
El va succeir el seu fill Fraortes, que va estendre el seu domini per Pèrsia (sud de l'Iran) i va començar a conquerir altres nacions d'Àsia. Va governar 22 anys (vers 675 aC-653 aC) i va morir en combat contra els assiris. Vers el 653 aC els escites es van apoderar de la Mèdia i van governar 28 anys sobre el poble mede (segons Heròdot), i Fraortes potser va perdre territoris o tot el regne.
Vers el 625 aC el seu fill Ciaxares (rei vers 625 aC-584 aC) va lluitar contra el rei anomenat Madyes l'escita, que va morir en la lluita, i els escites van emigrar cap al Caucas i la mar Negra. La dominació escita es va acabar i Ciaxares va arribar al govern, va reorganitzar l'exèrcit i es va aliar amb Nabopolasar que es va revoltar per la mateixa època contra Assíria. Una derrota dels assiris i del seu vassall, el rei de Manna, vers el 616 aC fou aprofitada segurament per Ciaxares per conquerir Manna vers el 615 aC. L'any següent va ocupar la província assíria d'Arrapakhe (moderna Kirkuk) i tot seguit Tarbis (al nord de Niniveh) i Assur.
El 612 aC els medes i babilonis aliats van ocupar Nínive, capital dels assiris, i van posar fi a l'imperi Assiri. Els assiris es van retirar a Haran i els medes llavors es van apoderar de Mesopotàmia del nord i el 610 aC van participar en la conquesta d'aquesta ciutat, que després fou reconquerida pels assiris però expulsats un altre cop cap a Karkemish. La frontera entre Mèdia i Babilònia es va establir al sud d'Haran i Assur. Seguidament es va ocupar Urartu, entre vers el 605 aC i vers el 590 aC. Després els medes van arribar fins a l'Àsia Menor i van topar amb el regne de Lídia. La guerra amb Lídia va durar cinc anys i la batalla decisiva es va lliurar al sisè any, a la riba del riu Halis el 28 de maig del 585 aC. Un cop iniciada la batalla, es va produir un eclipsi. Els medes, espantats, van signar un armistici i després un tractat de pau amb el rei Aliates II de Lídia, que va establir el riu Halis com a frontera. Molt poc després de l'acord de pau va morir Ciaxares i el va succeir el seu fill Astiages (584aC-550 aC).
La filla de Ciaxares, Mandana fou la dona del príncep d'Anzhan Cambises i, per tant, avi de Cir II el gran. El 559 aC va morir a la seva capital Pasàrgada el príncep Cambises d'Anshan i el seu fill Cir el va succeir i es va rebel·lar contra el seu avi proclamant-se independent. Vers el 550 aC Astiages es va decidir a atacar el seu net, però després d'obtenir dues victòries, el seu exèrcit fou derrotat per Cir prop de Pasàrgada i l'exèrcit mede es va retirar. Tot seguit Cir va ocupar Ecbàtana; l'exèrcit mede es va amotinar i va fer presoner el rei Astíages i el va lliurar a Cir que va aconseguir tot el poder de l'imperi vers el 550 aC i va establir la dinastia aquemènida. Astíages potser fou assassinat per un noble al servei de Cir.
Els nous sobirans van conservar el rang dels medes. Ecbàtana es va mantenir com a capital però només per l'estiu, i els nobles medes van exercir altes funcions de govern i a l'exèrcit. Encara hi va haver alguna rebel·lió que tractava de restaurar el poder dels medes, que no van reeixir.

## Satrapia de la Pèrsia Aquemènida
Dins l'imperi Persa el país dels medes fou dividit en dues satrapies: Mèdia del sud (la gran Mèdia) amb Ecbàtana, que fou la satrapia XI; i Mèdia del nord, que fou la satrapia XVIII (o Matiana) amb els Zagros i l'Assíria més enllà del Tigris. D'aquesta darrera satrapia van formar part els alarodis o alarodians, és a dir els descendents del uraurtians, i també els saspirians.

## Satrapies macedòniques-selèucides
Mèdia fou ocupada per Alexandre el 330 aC i donada al general Atròpat; a la mort d'Alexandre es va dividir entre la part nord (Atropatene) per Atropat i la part sud que va anar a un general Macedoni anomenat Peithon.
La Mèdia del sud va acabar en mans de Seleuc mentre que el nord va esdevenir el regne de Mèdia Atropatene amb capital a Gazaka.
La Mèdia del sud va continuar en mans dels selèucides. El 221 aC el sàtrapa Moló va voler independitzar-se i es va proclamar rei auxiliat pel seu germà Alexandre, sàtrapa de Pèrsia, però foren derrotats per Antíoc el Gran. Un altre sàtrapa, Timarc, va seguir el mateix camí contra Demetri I però fou derrotat. Vers el 150 aC la Mèdia va caure en mans dels parts. La seva història en aquesta època és gairebé desconeguda. La ciutat de Rhagae es va dir en aquesta època Arsàcia i fou el principal centre religiós de l'imperi.

## Desaparició de la Mèdia
Vers el 226 va passar als sassànides que el 331 també van ocupar l'Atropatene. En aquest temps els perses i medes ja s'havien barrejat totalment i formaven un sol poble. Durant els califats dels omeies i els abbàssides la Mèdia pròpiament dita es va dir Djibal i l'Atropatene es va dir Azerbaidjan.

## Llista de reis de Mèdia (imperi Mede)
Ctèsies dona el nom de nou reis medes començant per Arbaces de Mèdia que segons ell va destruir Nínive el 880 aC, però això no està d'acord amb el que se sap per altres fonts. Josefus els vincula al bíblic Madai fill de Jàfet. Heròdot, Polibi i Plini el vell els esmenten com a Mantiani, Martiani, Matiani, Matieni, i al país com a Matiana.
- Arbaces de Mèdia
- Deioces 727 aC-675 aC
- Fraortes 675 aC-653 aC
- Madyes l'escita (usurpador) 653 aC-625 aC
- Ciaxares 625 aC-584 aC
- Astíages 584 aC-549 aC